# Ringer-Europameisterschaften 2003
Die Ringer-Europameisterschaften 2003 fanden im griechisch-römischen Stil der Männer in Belgrad und im Freistil der Männer und der Frauen in Riga statt.

## Männer Griechisch-römisch

### Ergebnisse
| Klasse | Gold                           | Silber             | Bronze                       |
| ------ | ------------------------------ | ------------------ | ---------------------------- |
| -55 kg | Marian Sandu                   | Roman Amojan       | Oleksij Wakulenko            |
| -60 kg | Armen Nasarjan                 | Suren Geworkian    | Rustem Ikramowitsch Mambetow |
| -66 kg | Şeref Eroğlu                   | Armen Wardanjan    | Sergei Kuntarew              |
| -74 kg | Alexei Jurjewitsch Gluschkow   | Alexander Kikinow  | Serkan Özden                 |
| -84 kg | Alexei Wladimirowitsch Mischin | Lewon Geghamjan    | Muchran Wachtangadse         |
| -96 kg | Ramas Nosadse                  | Mirko Englich      | Dawid Saldadse               |
| 120 kg | Juha Ahokas                    | Mihály Deák Bárdos | Xenofon Koutsioubas          |

### Medaillenspiegel (Männer griechisch-römisch)
| Rang | Land         | Gold | Silber | Bronze |
| ---- | ------------ | ---- | ------ | ------ |
| 1    | Russland     | 2    | 0      | 2      |
| 2    | Türkei       | 1    | 0      | 1      |
|      | Georgien     | 1    | 0      | 1      |
| 4    | Finnland     | 1    | 0      | 0      |
|      | Bulgarien    | 1    | 0      | 0      |
|      | Rumänien     | 1    | 0      | 0      |
| 7    | Ukraine      | 0    | 2      | 2      |
| 8    | Armenien     | 0    | 2      | 0      |
| 9    | Belarus      | 0    | 1      | 0      |
|      | Ungarn       | 0    | 1      | 0      |
|      | Deutschland  | 0    | 1      | 0      |
| 12   | Griechenland | 0    | 0      | 1      |

## Männer Freistil

### Ergebnisse
| Klasse | Gold                                | Silber            | Bronze                        |
| ------ | ----------------------------------- | ----------------- | ----------------------------- |
| -55 kg | Namiq Abdullayev                    | Amiran Karndanof  | Mawlet Alawdinowitsch Batirow |
| -60 kg | Anatoli Gujdja                      | Arif Kama         | Petru Toarcă                  |
| -66 kg | Irbek Walentinowitsch Farnijew      | Elbrus Tedejew    | Ömer Çubukçu                  |
| -74 kg | Árpád Ritter                        | Alexander Leipold | Murad Hajdarau                |
| -84 kg | Rewas Mindoraschwili                | Mahmed Aghaev     | Wadim Lalijew                 |
| -96 kg | Chadschimurad Soltanowitsch Gazalow | Fatih Çakıroğlu   | Wadym Tassojew                |
| 120 kg | David Musuľbes                      | Sergei Priadun    | Aleksi Modebadse              |

### Medaillenspiegel (Männer Freistil)
| Rang | Land          | Gold | Silber | Bronze |
| ---- | ------------- | ---- | ------ | ------ |
| 1    | Russland      | 3    | 0      | 2      |
| 2    | Georgien      | 1    | 0      | 1      |
| 3    | Bulgarien     | 1    | 0      | 0      |
|      | Ungarn        | 1    | 0      | 0      |
|      | Aserbaidschan | 1    | 0      | 0      |
| 6    | Türkei        | 0    | 2      | 1      |
|      | Ukraine       | 0    | 2      | 1      |
| 8    | Deutschland   | 0    | 1      | 0      |
|      | Griechenland  | 0    | 1      | 0      |
|      | Armenien      | 0    | 1      | 0      |
| 11   | Rumänien      | 0    | 0      | 1      |
|      | Belarus       | 0    | 0      | 1      |

## Frauen Freistil

### Ergebnisse
| Klasse | Gold                   | Silber             | Bronze                      |
| ------ | ---------------------- | ------------------ | --------------------------- |
| -48 kg | Brigitte Wagner        | Lilija Kaskarakowa | Angelique Berthenet-Hidalgo |
| -51 kg | Natalja Karamtschakowa | Ida Hellström      | Alexandra Engelhardt        |
| -55 kg | Natalja Jurjewna Golz  | Sofia Poumpouridou | Sylwia Bileńska             |
| -59 kg | Monika Ewa Michalik    | Stefanie Stüber    | Olga Krigina                |
| -63 kg | Lene Aanes             | Nikola Hartmann    | Sara Eriksson               |
| -67 kg | Lise Golliot           | Waleria Slatowa    | Ewelina Pruszko             |
| -72 kg | Anita Schätzle         | Kateřina Hálová    | Monika Kowalska             |

### Medaillenspiegel (Frauen Freistil)
| Rang | Land         | Gold | Silber | Bronze |
| ---- | ------------ | ---- | ------ | ------ |
| 1    | Deutschland  | 2    | 1      | 1      |
| 2    | Russland     | 2    | 1      | 0      |
| 3    | Polen        | 1    | 0      | 3      |
| 4    | Frankreich   | 1    | 0      | 1      |
| 5    | Norwegen     | 1    | 0      | 0      |
| 6    | Ukraine      | 0    | 1      | 1      |
|      | Schweden     | 0    | 1      | 1      |
| 8    | Griechenland | 0    | 1      | 0      |
|      | Tschechien   | 0    | 1      | 0      |
|      | Österreich   | 0    | 1      | 0      |